# Деркаченко, Иван Васильевич
Деркаченко Иван Васильевич - заведующий кафедрой лёгкой атлетики водных видов спорта и туризма ПГУ им. Т. Г. Шевченко, кандидат педагогических наук, профессор, тренер по кикбоксингу.

## Биография
Деркаченко Иван Васильевич родился 4 октября 1979 в городе Тирасполь МССР. Окончил в 1996 г. Тираспольскую среднюю школу № 12, в этом же году поступил в ПГУ им. Т. Г. Шевченко на факультет «Физическая культура и спорт». В 2001 г. после окончания учёбы по распределению министерства просвещения ПМР начал свою трудовую деятельность в ПГУ имени Т. Г. Шевченко на факультете «Физическая культура и спорт». С 2006 по 2013 гг. руководил кафедрой физического воспитания факультета "Физическая культура и спорт « ПГУ им. Т. Г. Шевченко. В настоящее время заведующий кафедрой „Лёгкая атлетика, водные виды спорта и туризм“ факультета „ФКиС“ ПГУ им. Т. Г. Шевченко», кандидат педагогических наук, профессор. Автор более 130 научных публикаций(многие из которых опубликованы в журналах РИНЦ, ВАК РФ, Украины, Молдовы, Беларуси. В том числе 3-х монографий, 2-х учебных пособий и 15 учебно — методических пособий, среди которых 3 под грифом «Рекомендовано министерством просвещения ПМР» и «Рекомендовано Государственной службой по спорту ПМР». В настоящее время работает над докторской диссертацией.
Является председателем Республиканской Общественной Организации «Национальная Федерация Кикбоксинга и Муай Тай Приднестровья» и работает старшим тренером отделения Кикбоксинга WAKO в МОУ ДО «Тираспольская Специализированная Детско-Юношеская Школа Олимпийского Резерва»

## Карьера боксёра
С 1989 г. начал заниматься боксом у Заслуженного тренера Молдовы и ПМР Довгопол Анатолия Григорьевича в спортивном клубе «Витязь» МОУ ДО «СДЮШОР Борьбы и Бокса г. Тирасполь», под его руководством выполнил норматив мастера спорта по боксу РМ и Украины (неоднократный победитель первенств РМ среди юношей и юниоров, победитель и финалист международных мастерских турниров среди молодёжи). С 1997 г. продолжил свою спортивную карьеру в СК «Торнадо» под руководством Заслуженного тренера Молдовы и ПМР Поддубного Владимира Ивановича. Выполнил норматив мастера спорта международного класса по боксу: становился четырёхкратным чемпионом Молдовы (1998, 2000—2002) по боксу в весовой категории до 75 кг. Бронзовый призёр чемпионата Молдовы 1999 г. и серебряный медалист 2003 г. Призёр международных турниров класса «A», проводимых в Украине, России, Болгарии, Румынии, Италии, Германии. На чемпионате Европы 2002 г. в г. Пермь занял 8-е место. Призёр клубного чемпионата Украины 2003 г., участник титульного боя за звание чемпиона Восточной Европы по профессиональному боксу IBF в 2001 г. в среднем весе.
Встречался и побеждал в поединках на ринге с такими титулованными спортсменами как Максим Головизнин, Максим Неледва, Клементе Руссо, Виталий Цыпко, Михаил Мунтян, Раду Баранов, Иван Гайван, Лучиан Буте, Денис Царюк, Короли Балжай и многими другими.

## Становление «НФКиМТ ПМР»
В 2004 г. по окончании карьеры боксера, начал стремительно и успешно развивать со своими единомышленниками в ПМР — г. Тирасполь: Афанасьев С. И., Самойленко А. Д., Скосырев Д. В.(с 2017 г.), Внодченко М. В.(с 2015 г.), Чеканов С. Ю.(с 2017 г.), Варваренко А. С.(с 2017); г. Рыбница: Костюк Р. И.; г. Бендеры: Макаров А. В., Кашыцын С. И., Байбара И. Н.(c 2016г)
г. Днестровск: представитель Казаку С. Е.(с 2013 г.); г. Дубосары: Кожухарь А. С., Тарасов Ю. Н., Дёготь В. Н., Попов С. Х. (все с 2016 г.); Слободзейский район, с. Фрунзе: Николаев А. А.(c 2016 г.).
С 2004 года на базе факультета «Физическая культура и спорт» (декан Гуцу Василий Фёдорович — кандидат педагогических наук, профессор, мастер спорта СССР по вольной и классической борьбе) ПГУ им. Т. Г. Шевченко (Ректор, профессор, доктор физико-математических наук Берил Степан Иорданович) (при спортивном клубе «Рекорд», была открыта первая официальная секция кикбоксинга в Приднестровской Молдавской Республике. Её возглавил преподаватель физической культуры Деркаченко Иван Васильевич.
Первопроходцами Приднестровского кикбоксинга того времени (2004—2008) которые принесли первые значимые победы на чемпионатах мира, Европы и СНГ стали выходцы из студенческой среды, такие как: Сергей Стоянов, Александр Сурков, Андрей Карпович, Дмитрий Бутенко и другие.
В 2005 году была создана «Тираспольская городская федерация кикбоксинга и муай тай», затем последовательно были открыты «Бендерская городская федерация кикбоссинга и май тай», «Дубосарская городская федерация кикбоссинга и май тай» и «Рыбницкое отделение кикбоксинга и муай тай». В 2010 году все эти организации объединились в Республиканскую Общественную Организацию «Национальная Федерация Кикбоксигна и Муай Тай Приднестровья», которую успешно возглавляет с момента основания и по нынешнее время — Советник Президента ПМР, Секретарь Совета Безопасности ПМР, генерал-майор, мастер спорта СССР по боксу — Гевлич Александр Славьевич.
В 2016 году решением главы государственной администрации города Тирасполя Безбабченко Андрея Ивановича были открыты отделения кикбоксинга WAKO в филиале МОУ ДО «Тираспольская СДЮШОР борьбы и бокса» — спортивный клуб «Академия кикбоксинга» и старшим тренером отделения был назначен Заслуженный тренер ПМР Деркаченко И. В.

## Карьера тренера
За время тренерской работы c 2003 г. по нынешнее время, подготовил плеяду победителей и призёров чемпионатов, кубков мира и Европы по кикбоксингу WAKO, среди которых 1 Заслуженный Мастер Спорта(ЗМС), 7 мастеров спорта международного класса(МСМК) и более 15 мастеров спорта(МС) по кикбоксингу.

#### Наиболее известные воспитанники
- Максим Казаку (ЗМС) — чемпион Балкан по кикбоксингу WAKO среди юниоров 2017 г., чемпион Европы по кикбоксингу WAKO среди юниоров 2017 г., 7-ми кратный обладатель Кубков мира WAKO среди юниоров и взрослых 2017—2021 годов, победитель Кубков Европы среди взрослых 2018—2021 годов, Чемпион Мира по кикбоксингу WAKO среди юниоров 2018 года, Победитель Всемирной Серии Кикбоксинга WAKO в весовой категории до 57-ми кг., в разделе К-1 среди взрослых 2019 года, Чемпион Мира по кикбоксингу WAKО в разделе К-1 среди взрослых 2019 года[6], победитель кубка Европы WAKO в разделе K1, победитель Мирового Гран-При WAKO K1 2020 (Прага, Чехия), Чемпион Мира по кикбоксингу WAKО в разделе К-1 среди взрослых 2021 года.
- Владислав Чегурко (МС) — чемпион Европы по кикбоксингу WAKO 2017 года, обладатель Кубка мира WAKO 2017 года, обладатель Кубка Европы WAKO 2018 года, чемпион Балкан WAKO 2018 года.
- Сергей Стоянов (МСМК) — Чемпион Мира по кикбоксингу (WKA — IAKSA — WAKO) в разделе Full-contact среди взрослых 2005 г., победитель РПЛ"КИТЭК" 2006 г., чемпион СНГ и стран Балтии WPKA 2006—2007 гг., чемпион Европы среди профессионалов в WBKF 2008, чемпион СНГ среди профессионалов WPKA 2007, многократный победитель серии турниров по профессиональному кикбоксингу WBKF 2006—2008 гг;
- Александр Сурков (МСМК) — чемпион Молдовы среди профессионалов по K-1 WPKA 2007 г., чемпион России по K-1 среди профессионалов WAKO PRO 2008 г., чемпион СНГ WPKA 2007 г., победитель серии турниров KOK.;
- Андрей Карпович (МСМК) — двукратный чемпион Европы по кикбоксингу WPKA в разделах K-1 и Full-contact среди взрослых 2009—2010 годов, обладатель Кубка мира по кикбоксингу WAKO 2008 года, бронзовый призер чемпионата Балканских стран по кикбоксингу WAKO 2010 года.
- Олег Хохлов (МСМК) — двукратный чемпион Европы по кикбоксингу WPKA 2008—2009 года, Чемпион Мира по кикбоксингу ISKA в разделе К-1 среди взрослых 2008 года, Чемпион Мира и Европы по муай тай WMF среди взрослых 2015—2016 годов.
- Денис Телешман (МС) — второе место на чемпионате мира по кикбоксингу WAKO 2014 года, обладатель Кубка мира WAKO 2015—2016 годов, чемпион СНГ и стран Балтии среди профессионалов по кикбоксингу WAKO-PRO.
- Никита Левушкин (МС) — бронзовый призёр чемпионата Европы по кикбоксингу WAKO 2015 года, обладатель Кубков мира WAKO 2015 2016 годов, серебряный призёр чемпионата мира WAKO 2016 года.
- Владислав Обручков — (МС)бронзовый призёр чемпионата мира по кикбоксингу WAKO 2015 года.
- Роман Шеметюк (МС) — бронзовый призер чемпионата Балканских стран по кикбоксингу WAKO 2010 года, серебряный призер чемпионата России и Кубка СНГ по кикбоксингу IAKSA 2010года.
- Иванов Александр (МС) — обладатель Кубка мира по кикбоксингу WAKO 2013 года.
- Куру Михаил (МС) — неоднократный призер Кубков Мира по кикбоксингу WAKO 2009—2010 гг.,призер чемпионата СНГ 2010 года.
- Чебан Алексей (МС) — многократный призер Кубков Мира по кикбоксингу WAKO 2008—2011 гг.
- Нечитайло Виктор (МСМК) — многократный победитель чемпионатов Молдовы, России, Белоруссии по кикбоксингу WAKO в ринговых разделах, обладатель кубков Мира и Европы 2020 годов, победитель первинства Европы 2019г., серебряный призёр первенства мира 2018 года по кикбоксингу WAKO,  победитель Мирового Гран-При WAKO K1 2020 (Прага, Чехия),  победитель кубка Европы и Мира WAKO в разделе лоу-кик 2021 г.. Чемпион Мира по кикбоксингу WAKО в разделе лоу-кик среди взрослых 2021 года.